# Amanita
Amanita és un gènere de bolets agaricals de la família de les amanitàcies (Amanitaceae) que inclou espècies  comestibles (com ara, l'ou de reig -Amanita caesarea-), d'al·lucinògenes (Amanita muscaria, etc.) i de tòxiques mortals (exemple de la farinera borda -Amanita phalloides-, el bolet verinós que més morts provoca a tot el planeta). Són bolets de mida generalment gran amb un peu amb anell i volva.

## Taxonomia
El nom del gènere probablement deriva d'Amanon (una muntanya de Cilícia) i va ésser descrit originalment per Christian Hendrik Persoon el 1797. Sota el International Code of Botanical Nomenclature, el concepte de Persoon sobre Amanita, amb Amanita muscaria (L.) Pers. com espècie tipus s'ha conservat oficialment contra l'antic concepte dAmanita de Boehm (1760) el qual es considera sinònim dAgaricus L.
Inclou diversos centenars d'espècies, entre elles:
- Amanita argentea Huijsman
- Amanita battarrae (Boud.) Bon, 1985
- Amanita beckeri Huijsman
- Amanita brunnescens G.F. Atk.
- Amanita caesarea (Scop. ex Fr.) Grev.
- Amanita calyptroderma G.F. Atk. & V.G. Ballen
- Amanita ceciliae (Berk. & Broome) Bas
- Amanita chlorinosma (Peck) Lloyd
- Amanita citrina (Schaeff.) ex Roques
- Amanita crocea (Quél.) Sing., 1951
- Amanita echinocephala (Vitt.) Quél.
- Amanita eliae Quél.
- Amanita flavescens (E.-J. Gilbert & S. Lundell) Contu
- Amanita flavoconia G.F. Atk.
- Amanita franchetii (Boud.) Fayod
- Amanita friabilis (Karst.) Bas
- Amanita fulva (Schaeff.) ex Pers.
- Amanita gemmata (Fr.) Bertill.
- Amanita inopinata D.A. Reid & Bas
- Amanita lepiotoides Barla
- Amanita lividopallescens (Secr. ex Boud.) Kühner & Romagn.
- Amanita magnivolvata Aalto
- Amanita mairei Foley, 1949
- Amanita muscaria (L. ex Fr.) Hook.
- Amanita mutabilis Beardslee
- Amanita nivalis Grev.
- Amanita olivaceogrisea Kalamees
- Amanita ovoidea (Bull.) Link
- Amanita pachyvolvata (Bon) Krieglst.
- Amanita pantherina (DC.) Kromb.
- Amanita phalloides (Fr.) Link
- Amanita porphyria Alb. & Schwein.
- Amanita pseudorubescens Herff.
- Amanita punctata (Cleland & Cheel) D.A. Reid
- Amanita regalis (Fr.) Michael
- Amanita rubescens (Pers. ex Fr.) S. F. Gray
- Amanita singeri Bas
- Amanita solitaria (Bull. :Fr.) Merat
- Amanita spissa (Fries) Kummer
- Amanita strobiliformis (Paulet ex Vittad.) Bertill.
- Amanita submembranacea (Bon) Gröger
- Amanita vaginata (Bull. ex Fr.) Vitt.
- Amanita verna (Bull.) ex Roques
- Amanita virosa (Fr.) Bertillon
- Amanita vittadinii (Moretti) Sacc.

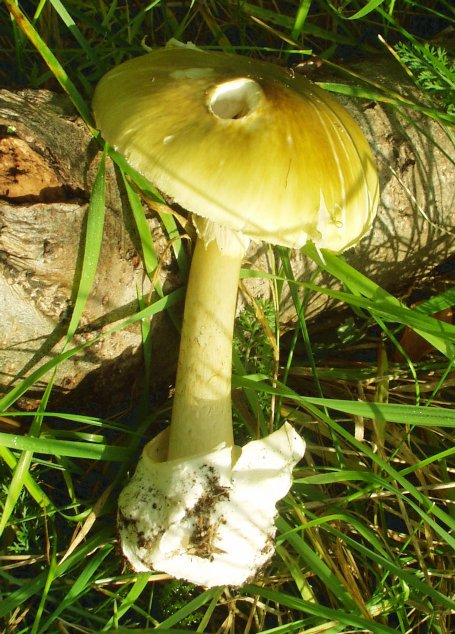
Amanita phalloides
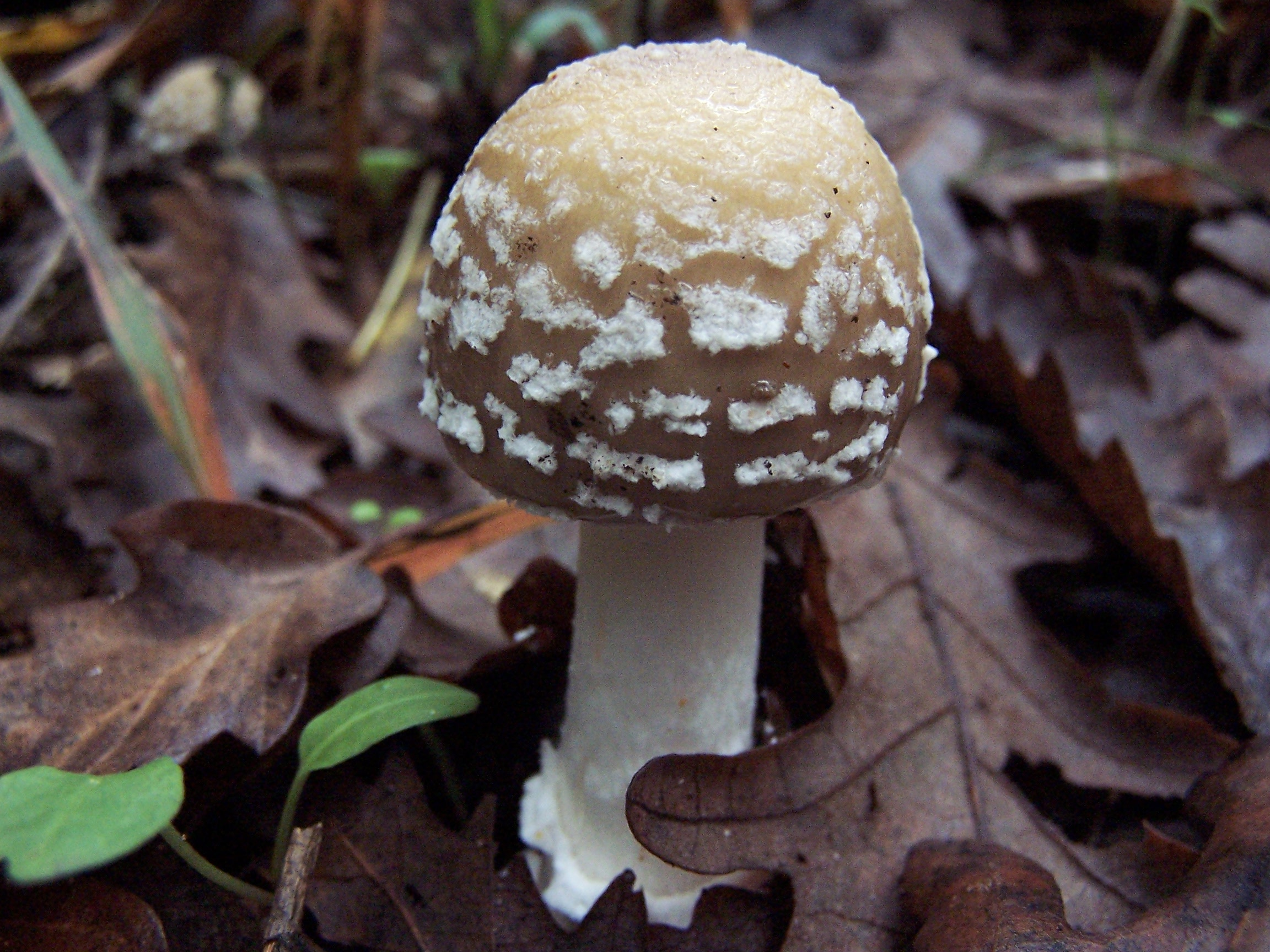
Amanita pantherina
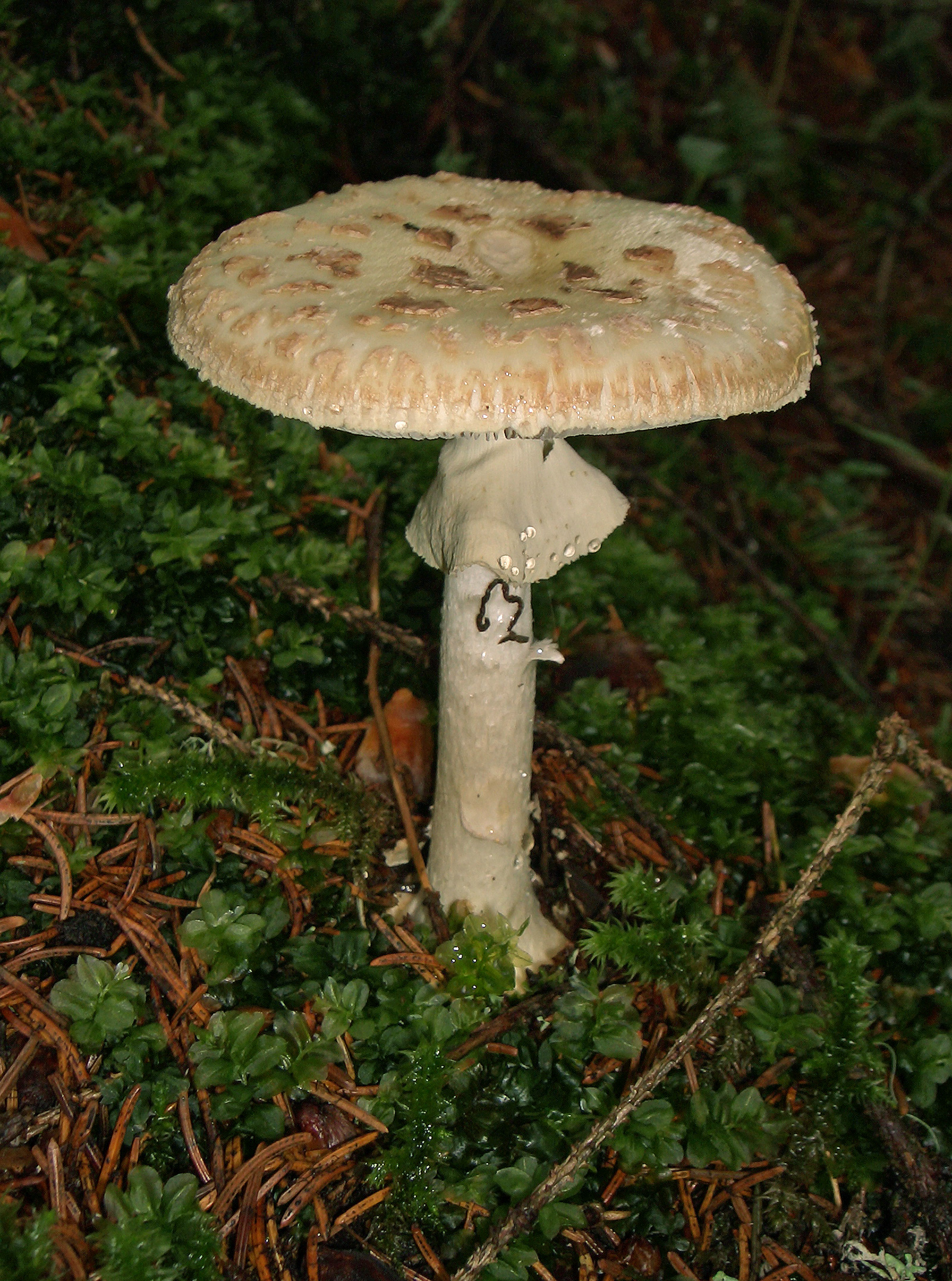
Amanita citrina
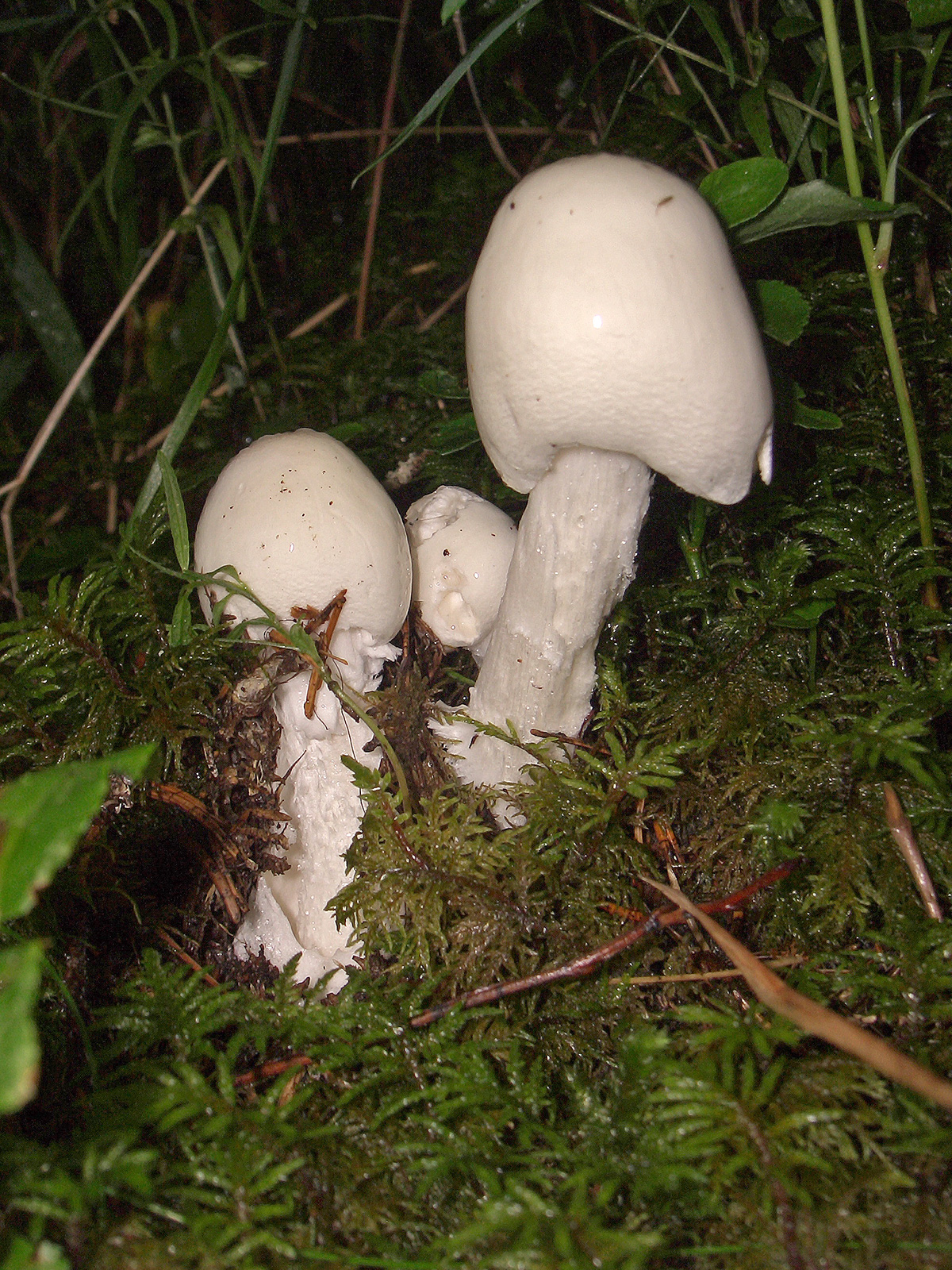
Amanita virosa
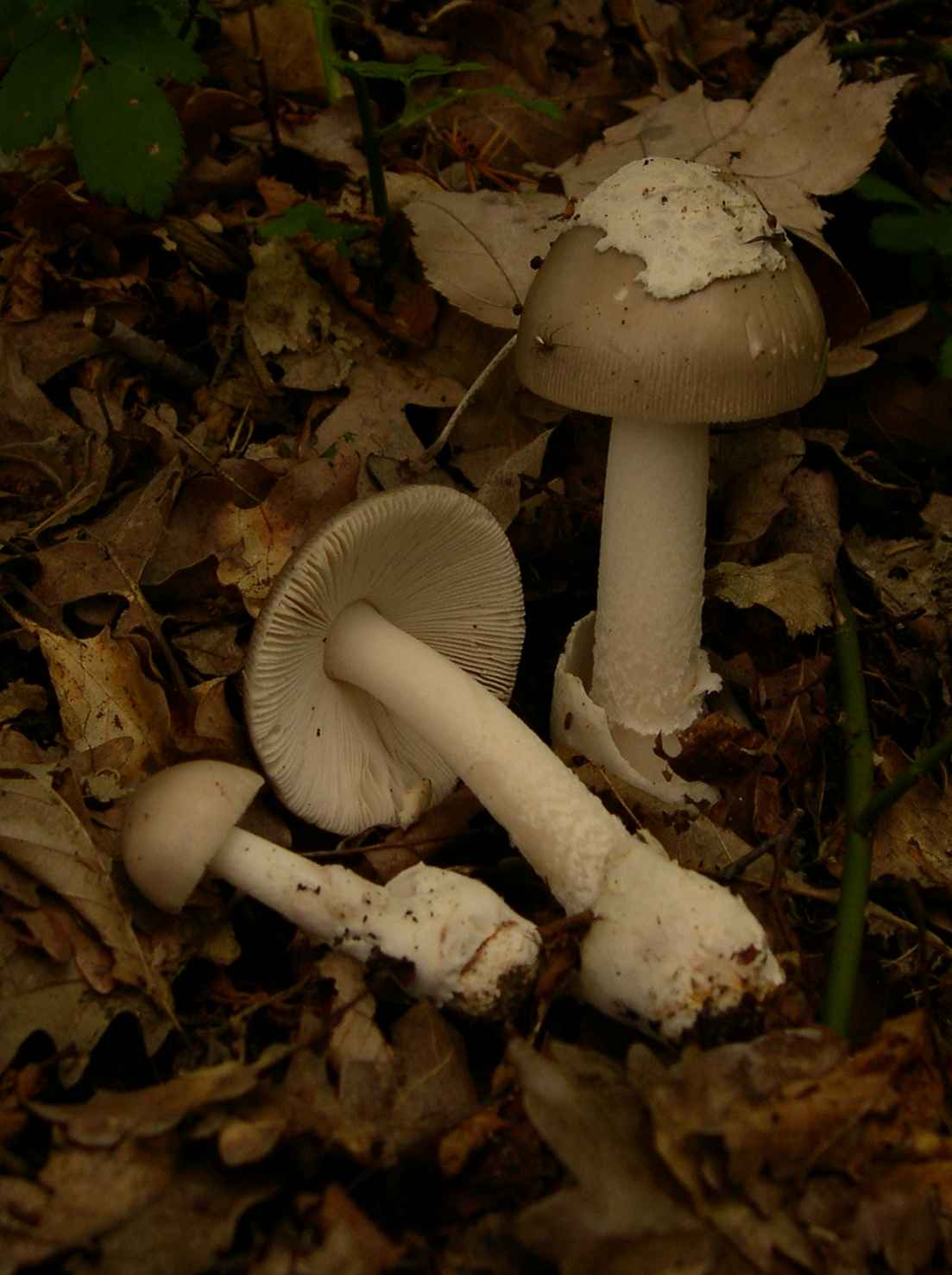
Amanita vaginata

## Toxicitat
Algunes de llurs espècies són famoses per la seua toxicitat car poden causar insuficiència hepàtica i la mort. A tall d'exemple, la farinera borda (Amanita phalloides) conté fal·loïdina, un alcaloide molt tòxic que causa lesions irritatives gastrointestinals, diarrea intensa i risc de deshidratació. Altres espècies verinoses semblants a aquella són Amanita virosa, Amanita bisporigera, Amanita ocreata i Amanita verna. D'altra banda, n'hi ha d'altres que causen insuficiència renal aguda com són Amanita smithiana (al nord-oest de l'Amèrica del Nord), Amanita pseudoporfiria (al Japó) i Amanita proxima (al sud d'Europa).